# Caladium bicolor
Caladium bicolor är en kallaväxtart som först beskrevs av William Aiton och fick sitt nu gällande namn av Étienne Pierre Ventenat. 
Caladium bicolor ingår i släktet Caladium och familjen kallaväxter. Inga underarter finns listade.

## Bildgalleri

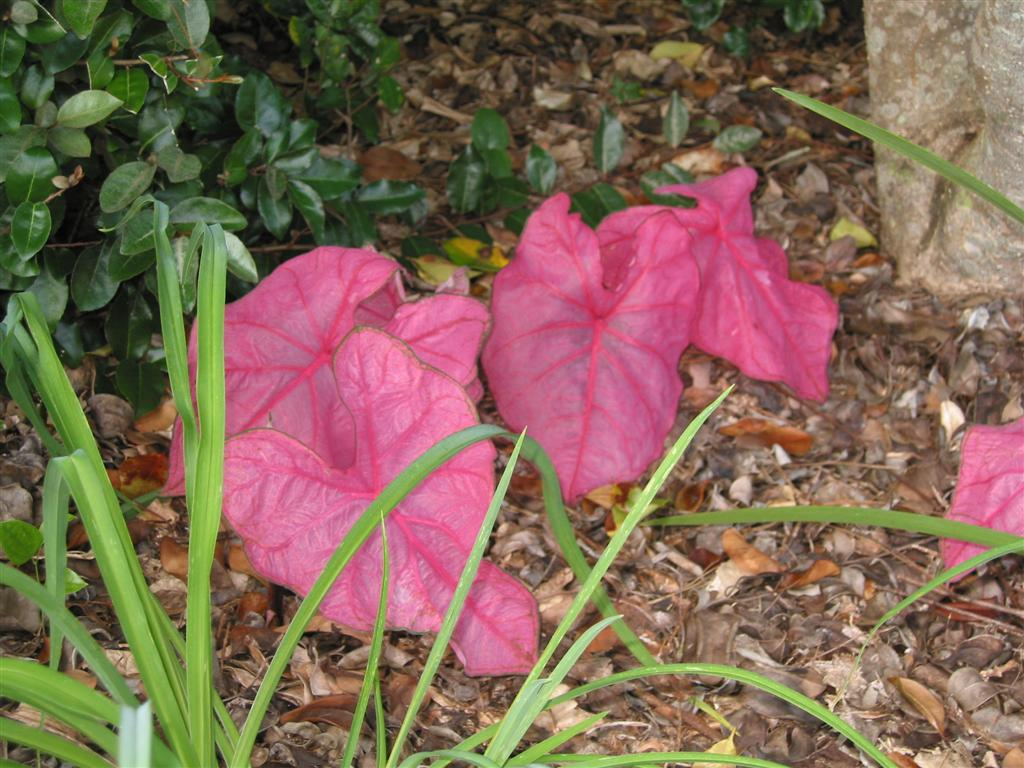
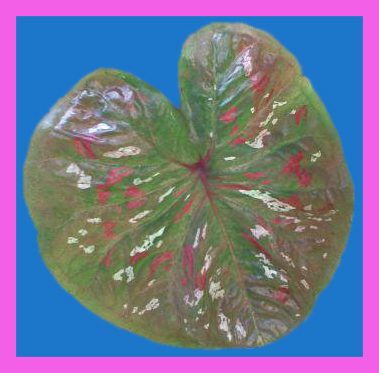
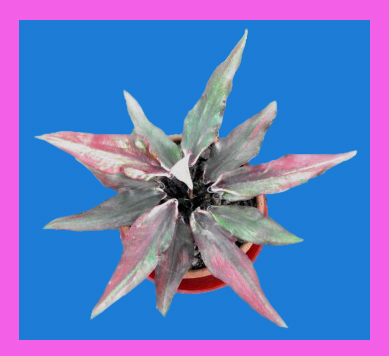